# Pearl Lang
Pour les articles homonymes, voir Lang.
Pearl Lang, née le 29 mai 1921 à Chicago et morte le 24 février 2009 à Manhattan, est une danseuse, chorégraphe et professeur de danse américaine. Elle a notamment été le professeur de danse de Madonna.
Elle a popularisé le style de danse de Martha Graham.
Elle est l'épouse de l'acteur canadien Joseph Wiseman.

## Biographie
Ses parents d'origine juive, partent de Russie avant d'arriver aux États-Unis. Elle grandit dans un entourage où l'art occupe une grande place. Elle choisit de réaliser sa formation auprès de Doris Humphrey et Martha Graham.
Elle puise son inspiration dans les récits mythologique et les rites juifs pour les pièces dramatiques telles que Song of Deborah, Rites, Legend, Apasionada ou The Possessed.
Ce dernier ballet est perçu comme son chef-d'œuvre.
En parallèle elle continue sa collaboration avec Martha Graham en interprétant des rôles comme El Penitente, Night Journey, Appalachian Spring, Letter to The Word, Clytemnestra.
La rumeur dit qu'elle fréquente officieusement des membres du New Dance Group tout comme les autres membres de la compagnie de Martha Graham.
En tant que spécialiste de la technique Graham, elle déploie toute sa pédagogie en tant qu'enseignante autour de cette technique.

## Créations chorégraphiques
- Song of Deborah, 1949 ;
- Rites, 1953 ;
- Legend, 1958 ;
- Apasionada, 1962 ;
- The Possessed 1975[2].